# Cascajares de la Sierra
Cascajares de la Sierra è un comune spagnolo di 37 abitanti situato nella comunità autonoma di Castiglia e León.